# Otto Koch (Koch)

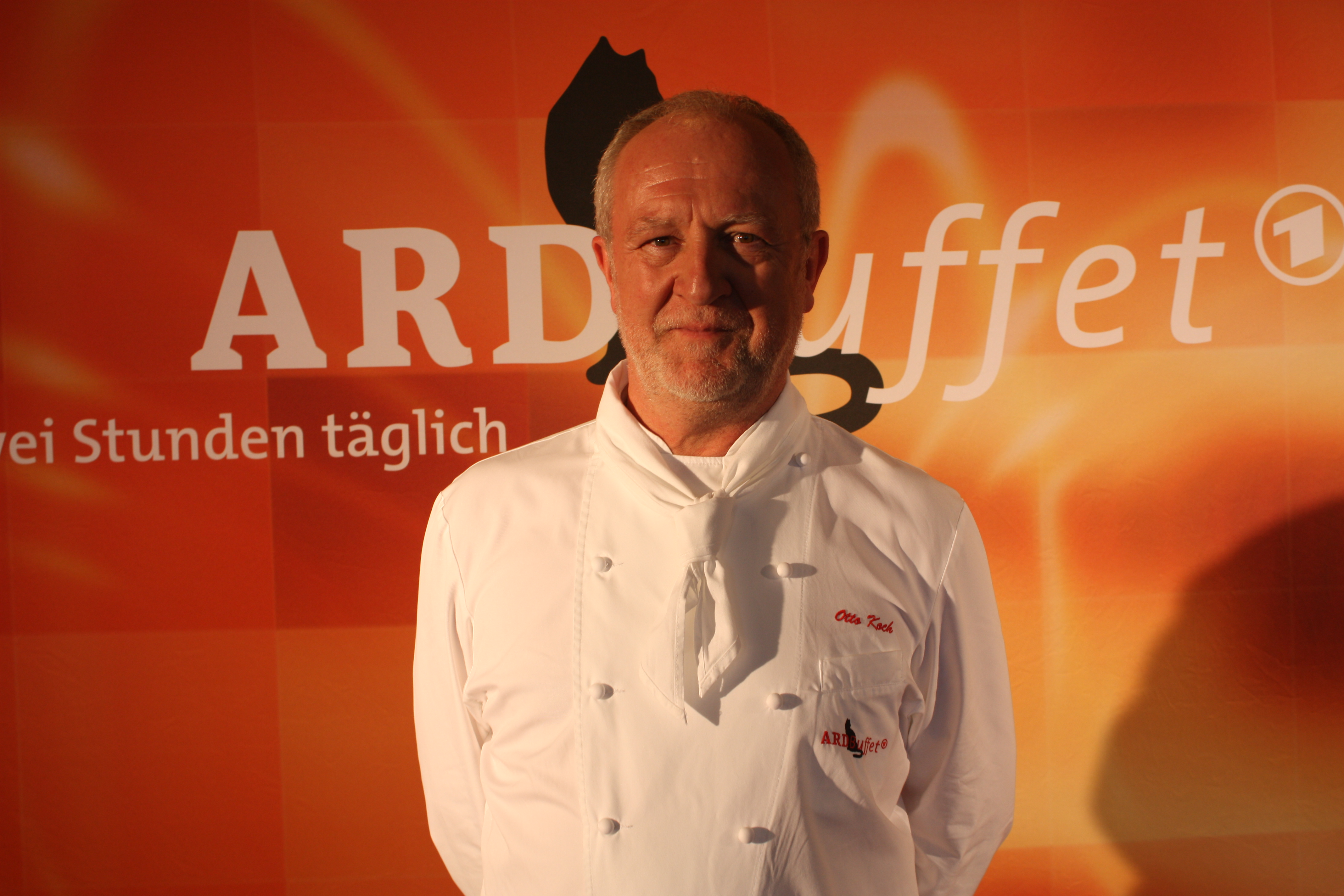
Otto Koch beim ARD-Buffet auf der IFA 2012

Otto Koch (* 4. Januar 1949 in Gröbenzell) ist ein deutscher Koch. Breitere Bekanntheit erhielt er ab 1998 als Fernsehkoch in der Sendung ARD-Buffet.

## Leben
Nach seiner Ausbildung im Regina-Palast-Hotel in München ging Koch 1968 für fünf Jahre auf Wanderschaft in diverse Spitzenhäuser in der Schweiz und Frankreich, so in den Drei-Sterne-Restaurants L’Oasis bei Louis Outhier und zum Taillevent in Paris.
1974 eröffnete er in München nahe dem ehemaligen Messegelände im Stadtteil Theresienhöhe sein eigenes Restaurant Le Gourmet. 1975 schloss sich die Interessengemeinschaft „Neue Köche“ aus Wolfram Siebeck und vier Münchner Küchenchefs zusammen: Eckart Witzigmann aus dem Tantris, Dieter Biesler (Vier Jahreszeiten), Hans-Peter Wodarz (Die Ente) und Otto Koch; das Vereinsziel war „bedingungslose Qualität“. 1976 wurde das Le Gourmet mit einem Michelin-Stern ausgezeichnet.
1990 zog er sein Le Gourmet in die Hartmannstraße in der Innenstadt um. In den 1990er Jahren war Otto Koch regelmäßiger Mitwirkender in Christiane Herzogs Fernsehsendung zu Kochthemen Zu Gast bei Christiane Herzog. Von 2001 bis 2009 leitete er das KochArt in Zürs am Arlberg, das ebenfalls mit einem Michelin-Stern ausgezeichnet wurde.
Von Oktober 2009 bis Dezember 2014 war Otto Koch der Patron der Restaurants im Olympiaturm in München, dessen Spitzenrestaurant 181 First mit einem Michelinstern ausgezeichnet wurde.
Von 1998 bis 2021 kochte er über 900 mal in der Fernsehsendung ARD-Buffet.

## Auszeichnungen
- 1976: Ein Michelinstern für das Restaurant Le Gourmet in München[3]
- Ehrenurkunde vom Altbundespräsidenten Walter Scheel für außergewöhnliche Verdienste um die Kochkunst in Deutschland
- Prix d’honneur international pour la cuisine exemplaire Ordre de St. Fortunet
- 2002: Ein Michelinstern für das Restaurant KochArt in Zürs am Arlberg
- 2014: Preis für das Lebenswerk (Leader of the Year, Rolling Pin)[7]

## Mitgliedschaften
- Euro-Toques
- Slow Food

## Fernseh-Sendungen
- 1996 „Kochen mit Christiane Herzog“, Fernsehstaffel mit 27 Sendungen
- 1998–2021 „ARD-Buffet live“ (Freitag um 12:15)[8]

## Publikationen
- Das kulinarische Quartett: Kochen mit dem ARD Buffet. Hampp Verlag 2004, ISBN 978-3-930723-64-5.
- Koch & Klink – echte Küchenkerle. Edel Motion 2007, ISBN 978-3-940507-00-6.
- ARD Buffet – Kochen mit Otto Koch. TreTorri Verlag 2009, ISBN 978-3-937963-92-1.
- Lustige Kochgeschichten. Hampp Verlag 2016, ISBN 978-3-942561-40-2.
- Algen- und Küstengemüse. Matthaes Verlag 2017, ISBN 978-3-87515-418-4.